# Capsicum caballeroi
Capsicum caballeroi är en potatisväxtart som beskrevs av Michael Nee. Capsicum caballeroi ingår i släktet spanskpepparsläktet, och familjen potatisväxter. Inga underarter finns listade i Catalogue of Life.